# Шамс-е-Біджар
Шамс-е-Біджар (перс. شمس بيجار) — село в Ірані, у дегестані Пір-Базар, в Центральному бахші, шагрестані Решт остану Ґілян. За даними перепису 2006 року, його населення становило 2494 особи, що проживали у складі 709 сімей.

## Клімат
Середня річна температура становить 14,57°C, середня максимальна – 28,42°C, а середня мінімальна – -1,33°C. Середня річна кількість опадів – 1171 мм.
| Клімат поселення                              | Клімат поселення | Клімат поселення | Клімат поселення | Клімат поселення | Клімат поселення | Клімат поселення | Клімат поселення | Клімат поселення | Клімат поселення | Клімат поселення | Клімат поселення | Клімат поселення | Клімат поселення |
| Показник                                      | Січ.             | Лют.             | Бер.             | Квіт.            | Трав.            | Черв.            | Лип.             | Серп.            | Вер.             | Жовт.            | Лист.            | Груд.            |                  |
| Середній максимум, °C                         | 8,12             | 9,60             | 12,82            | 18,82            | 23,22            | 26,70            | 28,27            | 28,42            | 25,38            | 20,71            | 15,69            | 11,27            |                  |
| Середня температура, °C                       | 3,40             | 4,88             | 8,10             | 14,10            | 18,49            | 21,98            | 23,97            | 24,13            | 21,08            | 16,40            | 11,38            | 6,97             |                  |
| Середній мінімум, °C                          | −1,33            | 0,15             | 3,38             | 9,37             | 13,78            | 17,24            | 19,66            | 19,83            | 16,79            | 12,10            | 7,08             | 2,67             |                  |
| Норма опадів, мм                              | 122              | 96               | 87               | 50               | 47               | 31               | 29               | 61               | 128              | 196              | 174              | 150              |                  |
| Середньомісячна швидкість вітру, м/с          | 2.20             | 2.40             | 2.40             | 2.30             | 2.30             | 2.40             | 2.53             | 2.30             | 2.10             | 2.08             | 2.02             | 2.00             |                  |
| Середньомісячна сонячна радіація, кДж/м²·день | 6735             | 8874             | 10898            | 15590            | 19832            | 21798            | 22351            | 18882            | 15728            | 10750            | 8503             | 6522             |                  |
| --------------------------------------------- | ---------------- | ---------------- | ---------------- | ---------------- | ---------------- | ---------------- | ---------------- | ---------------- | ---------------- | ---------------- | ---------------- | ---------------- | ---------------- |
| Джерело:                                      |                  |                  |                  |                  |                  |                  |                  |                  |                  |                  |                  |                  |                  |